# Walter Harckensee
Walter Harckensee (* 29. Januar 1893 in Borghorsterhütten; † 17. Oktober 1968 in Hannover) war ein deutscher Politiker der Deutschen Aufbaupartei.

## Leben und Beruf
Harckensee war Landwirt von Beruf und bewirtschaftete einen Hof in Borghorsterhütten im Kreis Eckernförde. Danker und Lehmann-Himmel charakterisieren ihn, der nicht der NSDAP beitrat, in ihrer Studie über das Verhalten und die Einstellungen der Schleswig-Holsteinischen Landtagsabgeordneten und Regierungsmitglieder der Nachkriegszeit in der NS-Zeit als „angepasst-ambivalenten“ Angehörigen traditioneller Eliten.

## Abgeordneter
Harckensee gehörte 1946 dem ersten ernannten Landtag von Schleswig-Holstein an. Er gehörte dort dem Ausschuss für Ernährung, Landwirtschaft und Forsten und dem Katastrophenabwehrausschuss an. Harckensee war ursprünglich Mitglied der Deutschen Aufbaupartei und wurde durch deren Fusion mit der Deutschen Konservativen Partei am 22. März 1946 Mitglied der DKP-DRP. Am 12. Juni schloss er sich als Hospitant der CDU-Fraktion an, ohne jedoch der Partei beizutreten.